# Шрамко, Борис Андреевич
Борис Андреевич Шрамко (укр. Борис Андрійович Шрамко; 17 января 1921, Гомель, тогда это РСФСР, теперь Беларусь — 8 июля 2012, Харьков, Украина) — советский и украинский историк и археолог, доктор исторических наук, профессор.

## Биография
В 1939 году поступил в Харьковский государственный университет на исторический факультет. Обучение было прервано Великой Отечественной войной. С 1941 года участвовал в боевых действиях, а с 1942 по 1946 год проходил службу в составе РККА. Был среди тех, кто освобождал город Харьков в 1943 году.
С 1946 года продолжил обучение на историческом факультете, который окончил в 1949 году. Тогда же поступил в аспирантуру и был прикреплён к кафедре Древней истории и археологии (научными руководителями были С. А. Семёнов-Зусер и Б. Н. Граков). С 1951 года стал работать на той же кафедре преподавателем, а с 1952 года старшим преподавателем. В 1953 году защитил кандидатскую диссертацию на тему «Памятники скифского времени в бассейне Северского Донца» в Институте истории материальной культуры Академии наук СССР.
В 1956 году был утверждён в учёном звании доцента кафедры Древней и средневековой истории. На протяжении 1965—1976 годов занимал должность заместителя декана по научной работе на историческом факультете Харьковского государственного университета. В 1966 году защитил докторскую диссертацию под названием «Хозяйство лесостепных племён Восточной Европы в скифскую эпоху». С 1966 по 1977 год находился на должности заведующего кафедры Истории Древнего мира и археологии. В 1967 году утверждён в звании профессора. В 1977 году перешёл на кафедру Историографии, источниковедения и археологии, на которой и проработал до конца своих дней.
С 1967 года являлся членом Международного комитета ЮНЕСКО по изучению металлургии железа. С 1971 года член Полевого комитета при Институте археологии Академии наук СССР. Также сотрудничал с Международным комитетом по изучению земледелия (Дания).
Долгое время руководил Северско-Донецкой и Скифо-славянской археологическими экспедициями, особенно занимался исследованием археологического памятника Бельское городище (в Полтавской области). Ему удалось доказать существование Бондарихинской археологической культуры. Доказал правильность отождествления Бельского городища с городом Гелон, который упоминается ещё Геродотом. По случаю юбилея Харькова в 2003 году он осуществлял руководство археологическим исследованием города. Также некоторое время занимался исследованием Люботинского и Донецкого городищ.
Похоронен на Аллее почётных харьковчан на 2-м городском кладбище.

## Семья
Дети Бориса Шрамко также стали историками:
- Наталия — преподаватель истории в одной из харьковских школ.
- Ирина — доцент Харьковского национального университета, работает на кафедре историографии, источниковедения и археологии, на которой преподавал и Борис Андреевич.
- Андрей — по образованию инженер, но увлекается военной историей[7].

## Звания и награды
За боевые достижения и проявленное мужество в Великую Отечественную войну ему были вручены награды — два ордена Красной Звезды, медали «За боевые заслуги», «За взятие Вены».
В 1996 году получил звание «Заслуженный профессор Харьковского государственного университета». Б. А. Шрамко и его кафедре была присуждена Республиканская премия им. Д. И. Яворницкого Всеукраинского союза краеведов. В 2001 году он был награждён знаком «Отличника образования Украины». В том же году Указом Президента Украины ему присвоили звание «Заслуженный деятель науки и техники Украины». В 2002 году он получил орден Богдана Хмельницкого. В 2005 году его выбрали «Почётным гражданином города Харькова».

## Научные работы

### Учебный и справочный материал
- Шрамко Б. А. Археология раннего железного века Восточной Европы: Учебное пособие. — Харьков: Харьковский государственный университет, 1983. — 134 с.
- Шрамко Б. А. История первобытного общества: Учебное пособие для вузов. — Харьков: Харьковский государственный университет, 1972 . — 199 с.
- Шрамко Б. А. Методические указания к проведению практических занятий по археологии. — Харьков: Харьковский государственный университет, 1988.
- Шрамко Б. А., Михеев В. К., Грубник-Буйнова Л. П. Справочник по археологии Украины: Харьковская область. — К.: Наукова думка, 1977. — 154 с.

### Монографии
- Шрамко Б. А. Бельское городище скифской эпохи (город Гелон). — К.: Наукова думка, 1987 . — 182 с.
- Шрамко Б. А. Древности Северского Донца. — Харьков: Харьковский государственный университет, 1962. — 404 с.
- Шрамко Б. А., Скирда В. В. Рождение Харькова. — Харьков: Восточно-региональный центр гуманитарно-образовательных инициатив, 2004 . — 118 с.

### Статьи в журналах и сборниках
- Шрамко Б. А. Памяти профессора С. А. Семёнова-Зусера // Краткие сообщения института археологии АН УССР. — К., 1952. — Вып. 1. — С. 108—109.
- Шрамко Б. А. Новые поселения и жилища скифского времени в бассейне Северского Донца // Краткие сообщения института истории материальной культуры. — М., 1954. — Вып. 54. — С. 105—115.
- Шрамко Б. А. Памятники скифского времени у с. Островерховка Харьковской области // Краткие сообщения института археологии АН УССР. — К., 1955. -Вып. 4. -С. 101—103.
- Шрамко Б. А. Курган и городище у с. Циркуны // Краткие сообщения института истории материальной культуры. — М., 1956. — Вып. 63. — С. 101—106.
- Шрамко Б. А. Селище та могильник ранньої залізної доби біля с. Островерхівки // Археологічні пам’ятки УРСР. — К., 1956. — Т. 6. — С. 56-65.
- Шрамко Б. А. Археологічні дослідження курганів раннього залізного віку в околицях Люботина // Учёные записки Харьковского университета. — Харьков, 1957. — Т. 78: Труди іст. Фак. — Т. 5. — С. 193—203.
- Шрамко Б. А. Городище скифского времени у с. Караван на Харьковщине // Краткие сообщения института археологии АН УССР. — К., 1957. — Вып. 7. — С. 60-61.
- Шрамко Б. А. Новые пам’ятники предскифского времени на Северском Донце // Краткие сообщения института истории материальной культуры. — М., 1957. — Вып. 67. — С. 17-27.
- Шрамко Б. А. Следы земледельческого культа у лесостепных племен Северного Причерноморья в раннем железном веке // Советская археология. — 1957. — № 1. — С. 178—198.
- Шрамко Б. А. Новые детали устройства раннеславянских жилищ // Советская археология. — 1960. — № 3. — С. 319—321.
- Шрамко Б. А. К вопросу о технике земледелия у племен скифского времени в Восточной Европе // Советская археология. — 1961. — № 1. — С. 73-90.
- Шрамко Б. А. Поселення скіфського часу в басейні Дінця // Археологія. — К., 1962. — Т. 14. — С. 135—155.
- Шрамко Б. А. Новые данные о добыче железа в Скифии // КСИА. — М., 1962. — Вып. 91. — С. 72—77.
- Шрамко Б. А., Цепкин Е. А. Рыболовство у жителей Донецкого городища в VIII—XIII вв. // Советская археология. — 1963. — № 2. — С. 74-84.
- Шрамко Б. А., Солнцев Л. А., Фомин Л. Д. Техника обработки железа в лесостепной Скифии // Советская археология. — 1963. — № 4. — С. 36-57.
- Шрамко Б. А. Древнейший деревянный плуг из Сергеевского торфяника: (В связи с проблемой возникновения пашенного земледелия в Восточной Европе) // Советская археология. — 1964. — № 4. — С. 84-100.
- Шрамко Б. А. Поселення скіфського часу біля станції Шовкова // Археологія. — К., 1964. — Т. 16. — С. 181—190.
- Шрамко Б. А. Металеві знаряддя виробництва лісостепової Скіфії (ножі) // Питання історії народів СРСР. — Харків, 1965. — Вип. 1. — С. 137—152.
- Шрамко Б. А., Солнцев Л. А., Фомин Л. Д. Первая находка изделия из метеоритного железа в Восточной Европе // Советская археология. — 1965. — № 4. — С. 199—204.
- Шрамко Б. А. Нові данні про господарство скіфської епохи // Вістник Харківського університету. — Харків, 1966. — № 17: іст сер. — Вип. 1. — С. 73-82.
- Шрамко Б. А., Петриченко А. Н. Литьё в Скифии // Литейное производство. — М., 1968. — № 11. — С. 41 — 46.
- Солнцев Л. А., Степанская Р. Б., Фомин Л. Д., Шрамко Б. А. О появлении изделий из чугуна в Восточной Европе // Советская археология. — 1969. — № 1. — С. 40-47.
- Шрамко Б. А. Орудия скифской эпохи для обработки железа // Советская археология. — 1969. — № 3. — С. 53-70.
- Шрамко Б. А. Раннеславянское поселение VIII—X вв. на Донецком городище // Древние славяне и их соседи (МИА № 176). — С. 105—108.
- Петриченко О. М., Шрамко Б. А., Солнцев Л. О., Фомін Л. Д. Походження і техніка лиття бронзових казанів раннього залізного віку // Нариси з історії природознавства і техніки. — К., 1970. — Вип. 12. — С. 67-78.
- Шрамко Б.А, Фомін Л. Д., Солнцев Л. О. Техніка виготовлення скіфської наступальної зброї із заліза й сталі // Археологія. — К., 1970. — Т. 23. — С. 40-59.
- Шрамко Б. А. Об изготовлении золотых украшений ремесленниками Скифии // Советская археология. — 1970. — № 2. — С. 217—221.
- Шрамко Б. А. К вопросу о значении культурно-хозяйственных особенностей степной и лесостепной Скифии // Материалы и исследования по археологии СССР. — М., 1971. — № 177. — С. 92—102.
- Шрамко Б. А., Солнцев Л. А., Фомин Л. Д. Новые исследования техники обработки железа в Скифии // Советская археология. — 1971. — № 4. — С. 140—153.
- Шрамко Б. А. Про час появи орного землеробства на півдні Східної Европи // Археологія. — 1972. — № 7. — С. 25-35.
- Шрамко Б. А. Восточное укрепление Бельского городища // Скифские древности. — К., 1973. — С. 82-112.
- Шрамко Б. А. Точильні знаряддя скіфської доби // Археологія. — 1973. — № 11. — С. 43-48.
- Шрамко Б. А., Солнцев Л. А., Степанская Р. Б., Фомин Л. Д. К вопросу о технике изготовления сарматских мечей и кинжалов // Советская археология. −1974. — № 1. -С. 181—190.
- Шрамко Б. А. Крепость скифской эпохи у с. Бельск — город Гелон // Скифский мир. — К., 1975. — С. 94-132.
- Шрамко Б. А. Некоторые итоги раскопок Бельского городища и гелоно-будинская проблема // Советская археология. — 1975. — № 1. — С. 65-85.
- Шрамко Б. А. Новые находки на Бельском городище и некоторые вопросы формирования и семантики образов звериного стиля // Скифо-сибирский звериный стиль в искусстве народов Евразии. — М., 1976. — С. 194—209.
- Шрамко Б. А., Фомин Л. Д., Солнцев Л. А. Начальный этап обработки железа в Восточной Европе: доскифский период // СА. — 1977. — № 1. — С. 57-74.
- Шрамко Б. А. Могильник у с. Павлюковка // Могильники черняховской культуры. — М.: Наука, 1979. — С. 9—12.
- Радзиевская В. Е., Шрамко Б. А. Усадьба косторезной мастерской на Бельском городище // Советская археология. — 1980. — № 4. — С. 181—189.
- Радзієвська В. Є., Шрамко Б. А. Нові археологічні пам'ятки на Харківщині // Археологія. — 1980. — № 33. — С. 100—108.
- Шрамко Б. А. Ранньосередньовічне поселення в Більську // Археологія. — 1980. — № 35. — С. 74-79.
- Шрамко Б. А. Архаическая керамика Восточного укрепления Бельского городища и проблема происхождения его обитателей // АСГЭ. — Л., 1983. -№ 23. — С. 72-92.
- Шрамко Б. А. Розкопки курганів раннього залізного віку на Харківщині // Археологія. — 1983. — № 43. — С. 54—62.
- Шрамко Б. А. Из истории скифского вооружения // Вооружение скифов и сарматов. — К., 1984. — С. 22-39.
- Шрамко Б. А., Янушевич З. В. Культурные растения Скифии // Советская археология. — 1985. — № 2. — С. 47-64.
- Шрамко Б. А. Жилище VI в. до н. э. на Бельском городище // Вестник Харьковского университета. — Харьков, 1985. — № 268. — С. 74-83.
- Шрамко Б. А., Солнцев Л. А., Фомин Л. Д. К вопросу о железообрабывающем ремесле в степной Скифии // Советская археология. — 1986. — № 2. — С. 156—169.
- Шрамко Б. А. Підсумки досліджень Більського городища // Археологія. — 1987. — № 57. — С. 75—81.
- Шрамко Б. А. Детали оленьей упряжи в Скифии // Советская археология. — 1988. — № 2. — С. 233—237.
- Шрамко Б. А. Усадьба скифской эпохи на Бельском городище // Вестник Харьковского университета 1989. — № 343: История. — Вып. 23. — С. 77-87.
- Шрамко Б. А. Крупный центр бронзолитейного ремесла в Скифии VII—III вв. до н. э. // Археологические исследования в Центральном Черноземье в XII пятилетке: тез. докл. И сообщ. — Белгород, 1990. — С. 104—106.
- Михеев В. К., Шрамко Б. А. Вклад учёных Харьковского университета в развитие археологии (1805—1990) // Вестник Харьковского университета. — 1991. — № 357.: История. — Вып. 24: Историческая наука в Харьковском университете. — Харьков: Изд-во ХГУ, 1991. — С. 104—130.
- Шрамко Б. А. Хорошевское городище // Археология славянского Юго-Востока. — Воронеж, 1991. — С. 50-59.
- Schramko B.A. Tilling Implements of South Eastern Europe in the Bronze Age and Early Iron Age // Tools and Tillage. — vol. VII, I. — Copenhagen, 1992. — P. 48—64.
- Шрамко Б. А., Машкаров Ю. Г. Исследование биметаллического ножа из погребения катакомбной культуры // Российская археология. — 1993. — № 2. — С. 163—170.
- Шрамко Б. А. Новые раскопки курганов в могильнике Скоробор // Древности 1994. Харьковский историко археологический ежегодник. — Харьков: АО «Бизнес Информ», 1994. — С. 102—126.
- Шрамко Б. А. Розкопки курганів VII—IV ст. до н.е. поблизу Більська // Археологія. — 1994. — № 4. — С. 117—133.
- Шрамко Б. А. О достоверности сведений Геродота о гелонах // Полтавський археологічний збірник. — 1995. — Вип. 4. — С. 71—79.
- Schramko B. A., Rolle R., Murzin V. Das Burgwallsystem von Belsk (Ukraine) // Hamburger Beitrage zur archaologie. — Mainz, 1996. — Fol. 18. — S. 57—84.
- Шрамко Б. А. Раскопки В. А. Городцова на Бельском городище в 1906 г. (по материалам коллекции ГИМ) // Більське городище в контексті вивчення пам’яток раннього залізного віку Європи: зб. наук. пр. — Полтава: Археологія, 1996. — С. 29-54.
- Шрамко Б. А. Комплекс глиняних скульптур Бельского городища // Більське городище в контексті вивчення пам’яток раннього залізного віку Європи: зб. наук. пр. — Полтава: Археологія, 1996. — С. 67-87.
- Шрамко Б. А. К вопросу о бронзолитейном производстве в Скифии // Евразийские древности. 100 лет Б. Н. Гракову: Архивные материалы, публикации, статьи. — М., 1999. — С. 318—324.
- Шрамко Б. А. Уникальное изделие ремесленников Скифии // Археологічний літопис Лівобережної України. — Полтава, 1999. — № 2. — С. 13.
- Шрамко Б. А. Глиняные скульптуры лесостепной Скифии // Российская археология. — № 3. — 1999. — С. 35—49.
- Шрамко Б. А. Возникновение Бельского городища // Древности 1997—1998. — Харьков: Бизнес Информ, 1999. — С. 50—58.
- Шрамко Б. А. Железные наконечники стрел Скифии // Эпоха раннего железа / отв. ред. С. С. Бессонова. — Київ—Полтава, 2009. — С. 383—393.